# Димитриос Станкас
Димитриос К. Станкас или Стасинопулос, известен като капитан Мизас (на гръцки: Δημήτριος Κ. Στάγκας, καπετάν Μίζας), е гръцки революционер, деец на гръцката въоръжена пропаганда в Македония.

## Биография
Димитриос Станкас е роден в костурското влашко село Клисура, тогава в Османската империя, днес в Гърция. Включва се в гръцката въоръжена съпротива срещу ВМОРО и оглавява собствена чета, действаща в района на Костурско и Кайлярско. Сътрудничи с Йоанис Каравитис. Член е на Клисурския революционен комитет.